# Hexastylis sorriei
Hexastylis sorriei är en piprankeväxtart som beskrevs av Gaddy. Hexastylis sorriei ingår i släktet Hexastylis och familjen piprankeväxter. Inga underarter finns listade i Catalogue of Life.